# LK-99
LK-99, av ”Lee-Kim 1999”, är ett gråsvart material som potentiellt kan fungera som supraledare vid rumstemperatur. Det påstås att materialets struktur är hexagonal, och att det görs genom att bly-apatit modifieras lätt genom tillförsel av små mängder koppar. Påståendena om materialets egenskaper fick viral spridning på internet i slutet av juli 2023.
Materialet upptäcktes som en anomali av en grupp vid Korea University ledd av Sukbae Lee (이석배) and Ji-Hoon Kim (김지훈), år 1999. De menar att LK-99 fungerar som supraledare vid temperaturer under 400 Kelvin (127° C) och normalt tryck.
I slutet av juli 2023 hade påståendena om materialet ännu ej granskats och verifierats av forskningsvärlden. Om det visar sig att resultaten kan återskapas, skulle materialet kunna användas för att drastiskt minska energiförluster. Ett par material med liknande egenskaper finns under utveckling sedan 2020. Påståendena om materialet fick viral spridning på sociala medier efter att ofärdiga rapporter om det laddats upp på arXiv.org, och betraktas med skepsis av många forskare och andra experter.